# Bryan B

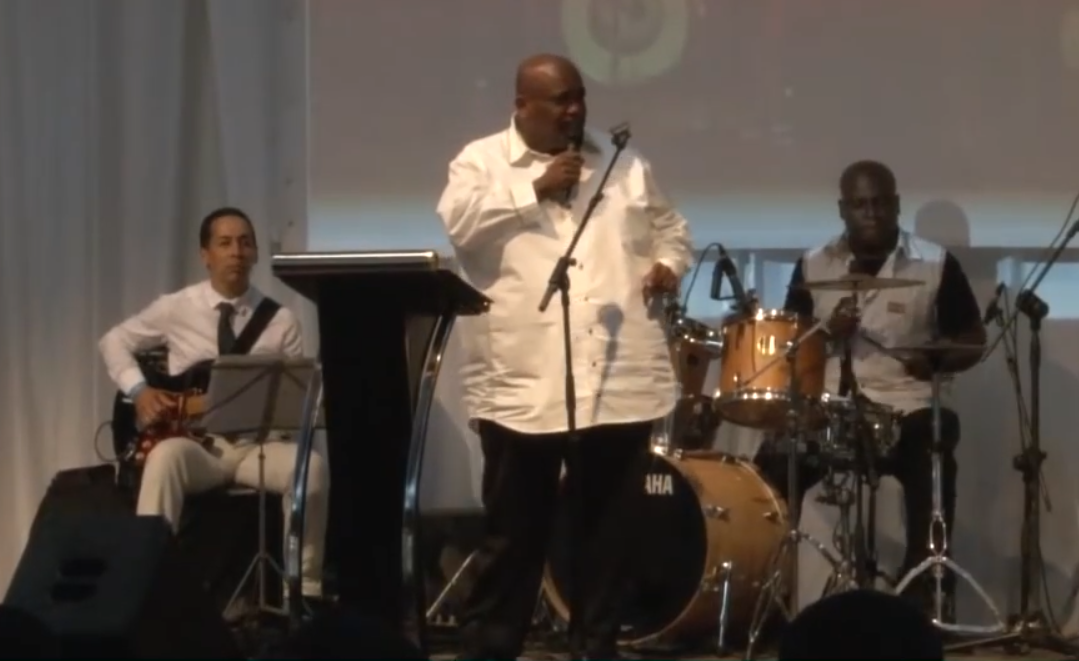
Bryan B in 2016

Bryan B, artiestennaam van Bryan Bijlhout (Paramaribo, 25 juli 1968), is een Nederlands zanger van Surinaamse afkomst.

## Biografie
Bryan is een zoon van Theo Bijlhout, tevens een bekende zanger. 
In 1990 zong hij het lied Vanity tijdens SuriPop VI, dat was geschreven door Harold Gessel. In 1992 ging hij naar Nederland. Daar zong hij lange tijd soulnummers in dinnershows. Ook bracht hij albums met Surinaamse versies van bekende nummers uit. Hij nam in 1993 deel aan de Soundmixshow waar hij als Luther Vandross-imitator de finale haalde. In 2011 viel hij bij The voice of Holland (seizoen 2) af in de blind-auditions. In 2012 werd Bijlhout bekend in Nederland toen hij de talentenjacht The Winner is... op SBS6 won. Hij verdiende er één miljoen euro mee, en gebruikte het geld voor de opnamen van het album A night of soul.
Bijlhout werd zowel in de Bijlmer als op het Onafhankelijkheidsplein in Paramaribo gehuldigd waarbij hij door president Desi Bouterse benoemd werd tot commandeur in de Ere-Orde van de Gele Ster. 
Bijlhout nam deel aan het negende seizoen van The voice of Holland (2018/2019). In de eerste liveshow moest hij het veld ruimen omdat hij te weinig stemmen kreeg van het publiek.
In september 2021 was hij winnaar van het Nederlandse programma Beat me: The Five Knock-Outs met een prijzengeld van 50.000 euro.
In 2024 bracht hij een single uit met Scrappy W, getiteld Ala sani e waka bun. Dit is een cover van de versie van Everything will be alright van Morgan Heritage.

## Discografie

### Albums
- Opo mi (2006)
- This time (1999)
- Just one moment (1996)
- A beng de' wang dreng (1997)
- Nanga ala lobi (1995)

### Singles
- Ik ben verliefd (2000)
- Mama (1999)
- Since you went away (1995)
- Pyar hamara met Nisha Madaran (2015)
- Me dren fu yu met Nisha Madaran (2016)
- Dit land in samenwerking als De Broederschap bestaat uit Bryan B., Gino Politi, Björn Kragt, Jurgen Jonkers en Rob Janssen. (2022)